# 越桐國雄
越桐國雄（こしぎり くにお、1953年9月 - ）は原子核物理学者、情報教育の専門家。大阪教育大学理科教育講座教授。「Ｋ１２・インターネットと教育・研究協議会」(K-12 from Japan)の会長。

## 略歴
1976年、大阪大学理学部物理学科を卒業。1981年、大阪大学大学院理学研究科物理学専攻博士後期課程修了。理学博士。1982年から大阪教育大学、同大助教授を経て、1999年から現職。
原子核理論の計算で学生時代からコンピューターを頻繁に利用することから、科学教育におけるITの活用、90年代からは科学教育におけるインターネットの利用を研究テーマのひとつにしており、1996年から2000年にかけ、インターネットの教育利用調査を行う。また、学校に置ける情報教育について小・中・高校の現場教員の全国組織「Ｋ１２・インターネットと教育・研究協議会」(K-12 from Japan)の会長も務める。

## 著書
インターネット教育イエローページ(1999年、旬報社：監修)